# 第1艦隊 (日本海軍)
第1艦隊為舊大日本帝國海軍之一部隊。1903年12月26日由常備艦隊分割為二，再編制成軍。此時分離之第2艦隊成為常設艦隊，設置為決戰艦隊之主力戰艦，也經常與第二艦隊組成連合艦隊。第1艦隊在太平洋戰爭作戰行動中出撃機會較少，尤其是戰艦構成的第2戰隊常時停泊在柱島，故被揶揄為「柱島艦隊」。1944年2月25日解散。

## 沿革
- 1903年12月28日，常備艦隊分割，創設第1艦隊。
- 1904年8月10日，參加黄海海戰
- 1905年5月27日，參加日本海海戰
- 1905年12月20日，联合艦隊解散。以後联合艦隊編為臨時編制直到1922年。
- 1914年8月18日，對應第一次世界大戰，移行臨時編制。以後維持臨時編制直到敗戰。
- 1916年8月10日，潛艇艦隊運用開始。潛水艇編制為第1艦隊第4水雷戰隊。
- 1917年12月1日，派遣3個特務艦隊・支援西伯利亞出兵，第1戰隊（山城、扶桑）・第2戰隊（河内、攝津）4艦縮小編制。
- 1922年12月1日，联合艦隊常設化。第一艦隊司令部兼任联合艦隊司令部。
- 1929年11月30日，開始使用航空母艦艦隊，編制屬第一艦隊第1航空戰隊。
- 1933年5月20日，联合艦隊與第1艦隊主客逆轉。联合艦隊司令部兼任第一艦隊司令部。
- 1937年10月后，應對中日战争，臨時派遣第3艦隊及支那方面艦隊之多數戰隊。
- 1940年11月15日，新設第6艦隊支應遣潛水戰隊。
- 1941年4月10日，新設第1航空艦隊支應航空戰隊。
- 1941年8月1日，太平洋戰爭準備完毕、支應第1戰隊予連合艦隊。
- 1941年8月11日，解除联合艦隊司令部之兼職。獨自設置第一艦隊司令部。
- 1941年11月，偷襲珍珠港中，艦隊佯裝出動於日本近海。
- 1942年4月，空襲東京作戰中，出動作戰部隊追撃敵機艦
- 1942年6月，出動支援中途島海戰。

以後戰隊單位個別行動
- 1942年7月14日，編制第3航空戰隊以支援第3艦隊。
- 1942年11月10日，所羅門方面行動之第8艦隊第6戰隊壞滅解散。
- 1943年3月15日，重雷裝艦北上、大井組成第9戰隊，因沒有用途解散。
- 1943年4月1日，第1水雷戰隊由第5艦隊支應（同年、基斯卡島撤退作戰成功）。

新設第11水雷戰隊為驅逐艦練成部隊，配備第一艦隊。
- 1943年6月8日，陸奥爆沉。
- 1944年2月25日，解散。

## 編制
1903年12月28日新編時之編制
- 第1戰隊-三笠、朝日、富士、八島、敷島、初濑、宮古
- 第3戰隊-千岁、高砂、笠置、吉野
- 第1驅逐隊、第2驅逐隊、第3驅逐隊、第1艇隊、第14艇隊

1914年8月18日、臨時體制時之編制
- 第1戰隊-攝津、河内、安艺、薩摩
- 第3戰隊-鞍馬、筑波、金剛、比叡
- 第5戰隊-三笠、肥前、敷島
- 第1水雷戰隊-音羽、第1驅逐隊、第2驅逐隊、第16驅逐隊、第17驅逐隊

1922年12月1日、連合艦隊常設時之編制
- 第1戰隊-長門、陸奥、伊勢、日向
- 第3戰隊-球磨、多摩、大井
- 第1水雷戰隊-龍田、第25驅逐隊、第26驅逐隊、第27驅逐隊、第28驅逐隊
- 第1潛水戰隊-筑摩、滿州、第4潛水隊、第6潛水隊

1941年12月10日、太平洋戰爭開戰時之編制
- 第2戰隊-伊勢、日向、扶桑、山城
- 第3戰隊-金剛、榛名、比叡、霧島
- 第6戰隊-青葉、衣笠、古鷹、加古
- 第9戰隊-北上、大井
- 第1水雷戰隊-阿武隈
  - 第6驅逐隊-雷、電、響、曉
  - 第17驅逐隊-浦風、磯風、谷風、滨風
  - 第21驅逐隊-初春、子日、初霜、若葉
  - 第27驅逐隊-有明、夕暮、白露、時雨
- 第3水雷戰隊-川内
  - 第11驅逐隊-吹雪、白雪、初雪
  - 第12驅逐隊-叢雲、東雲、白雲
  - 第19驅逐隊-磯波、浦波、敷波、綾波
  - 第20驅逐隊-天霧、朝霧、夕霧、狭霧
- 第3航空戰隊-鳳翔、瑞鳳
  - 三日月、夕月

1942年7月14日、中途島海戰後的編制
- 第2戰隊-長門、陸奧、扶桑、山城
- 第6戰隊-青葉、衣笠、古鷹、加古
- 第9戰隊-北上、大井
- 第1水雷戰隊-阿武隈
  - 第6驅逐隊-雷、電、響、暁
  - 第21驅逐隊-初春、子日、初霜、若葉
- 第3水雷戰隊-川内
  - 第11驅逐隊-吹雪、白雪、初雪、叢雲
  - 第19驅逐隊-磯波、浦波、敷波、綾波
  - 第20驅逐隊-天霧、朝霧、夕霧、白雲
- 附屬-神祥丸

1943年4月1日、瓜達康納爾島撤退後的編制
- 第2戰隊-長門、陸奧、扶桑、山城
- 第11水雷戰隊-龍田
  - 第6驅逐隊-雷、電、響
  - 新月
  - 玉波　※玉波在戰隊編制時尚未竣工、竣工後1943年4月30日才正式編入。
- 第11潜水戰隊-筑紫丸
  - 伊33、呂100、呂101、呂102、呂103、呂104、呂105、呂106、呂107

1944年1月1日、解散之前的編制
- 第2戰隊-長門號戰艦、伊勢、日向、扶桑、山城
- 第11水雷戰隊-龍田(新造驅逐艦之練成部隊)
  - 第6驅逐隊-雷、電、響
  - 第32驅逐隊-藤波、早波、玉波、浜波

## 歷代司令長官
- 東鄉平八郎中將（1903年12月28日-）※連合艦隊司令長官兼任
- 連合艦隊司令長官直卒（1905年6月14日-）※實質上由東鄉大將主其事
- 片岡七郎中將（1905年12月20日-）
- 有馬新一中將（1906年11月22日-）
- 伊集院五郎中將（1908年5月26日-）※1908年10月8日-11月19日、兼任連合艦隊司令長官
- 上村彦之丞中將（1909年12月1日-）
- 出羽重遠中將（1911年12月1日-）
- 加藤友三郎中將（1913年12月1日-）
- 藤井較一中將（1915年8月10日-）
- 吉松茂太郎中將（1915年9月23日-）※1915年11月11日-30日、1916年9月1日-10月13日、1917年10月1日-20日、兼任連合艦隊司令長官
- 山下源太郎中將（1917年12月1日-）※1918年9月1日-10月14日、1919年6月1日-10月27日、兼任連合艦隊司令長官
- 山屋他人大將（1919年12月1日-）※1920年5月1日-轉出日、兼任連合艦隊司令長官
- 栃内曾次郎大將（1920年8月24日-）※到任日-10月30日、1921年5月1日-10月30日、兼任連合艦隊司令長官
- 竹下勇中將（1922年7月27日-）※12月1日以降、以後第1艦隊司令長官常時兼任連合艦隊司令長官
- 鈴木貫太郎大將（1924年1月27日-）
- 岡田啓介大將（1924年12月1日-）
- 加藤寛治中將（1926年12月10日-）
- 谷口尚真大將（1928年12月10日-）
- 山本英輔中將（1929年11月11日-）
- 小林躋造中將（1931年12月1日-）
- 連合艦隊司令長官直卒（1933年5月20日-）

　小林躋造→末次信正→高橋三吉→米内光政→永野修身→吉田善吾→山本五十六兼任
- 高須四郎中將（1941年8月11日-）
- 清水光美中將（1942年7月14日-）
- 南雲忠一中將（1943年10月20日-1944年2月25日解隊）

## 歷代參謀長
- 島村速雄大佐（1903年12月28日-）※連合艦隊參謀長兼任
- 加藤友三郎少將（1905年1月12日-）※連合艦隊參謀長兼任
- 連合艦隊參謀長兼任（1905年6月14日-）※實質上由加藤少將主其事
- 藤井較一少將（1905年12月20日-）
- 山下源太郎大佐（1906年11月22日-）※1908年10月8日-11月19日、兼任連合艦隊參謀長
- 財部彪大佐（1908年12月10日-）
- 野間口兼雄少將（1909年12月1日-）
- 秋山真之大佐（1911年3月11日-）
- 竹下勇大佐（1912年12月1日-）
- 佐藤鐵太郎少將（1913年12月1日-）
- 山路一善大佐（1914年4月17日-）
- 山中柴吉少將（1914年12月1日-）※1915年11月11日-30日、兼任連合艦隊參謀長
- 堀内三郎少將（1915年12月13日-）※1916年9月1日-10月13日、1917年10月1日-20日、兼任連合艦隊參謀長
- 齋藤半六少將（1917年12月1日-）※1918年9月1日-10月14日、兼任連合艦隊參謀長
- 舟越楫四郎少將（1918年12月1日-）※1919年6月1日-10月27日、兼任連合艦隊參謀長
- 吉岡範策少將（1919年12月1日-）※1920年5月1日-10月30日、1921年5月1日-10月30日、兼任連合艦隊參謀長
- 白根熊三少將（1921年12月1日-）※1922年12月1日以降、之後的第一艦隊參謀長常時兼任連合艦隊參謀長
- 樺山可也少將（1923年12月1日-）
- 原敢二郎少將（1924年11月10-）
- 大湊直太郎少將（1925年12月1日-）
- 高橋三吉少將（1926年11月1日-）
- 濱野英次郎少將（1927年12月1日-）
- 寺島健少將（1928年12月10日-）
- 塩澤幸一少將（1929年11月30日-）
- 島田繁太郎少將（1930年12月1日-）
- 吉田善吾少將（1931年12月1日-）
- 連合艦隊參謀長兼任（1933年5月20日-）

　吉田善吾→豐田副武→近藤信竹→野村直邦→岩下保太郎→小澤治三郎→高橋伊望→福留繁→伊藤整一→宇垣纏
- 小林謙五大佐（1941年8月11日-）
- 高柳儀八少將（1943年1月6日-1944年2月25日解隊）

## 關連項目
- 大日本帝國海軍航空隊列表
- 第2艦隊

## 外部連結
- Nishida, Hiroshi. . (第一艦隊 (日本海軍)).   [2008-04-22]. （原始内容存档于2013-01-30）.
- Wendel, Marcus. . Imperial Japanese Navy 1st Fleet(第一艦隊(日本海軍)).   [2008-04-22]. （原始内容存档于2006-10-29）.
- 日本陸海軍事典